# Avril Lavigne (musikalbum)
Avril Lavigne är det femte studioalbumet av den kanadensiska sångerskan Avril Lavigne, utgivet den 1 november 2013 på Epic Records. På albumet arbetade Lavigne med flera producenter, däribland Martin Johnson från Boys Like Girls, Peter Svensson, David Hodges, Matt Squire och Chad Kroeger från Nickelback. Stilen är huvudsakligen poprock, med spår av elektronisk musik, industrial och punkrock.
Avril Lavigne nådde femte plats på Billboard 200 och såldes i 44 000 exemplar under första veckan. Från albumet släpptes singlarna "Here's to Never Growing Up", "Rock n Roll", "Let Me Go" och "Hello Kitty".
Turnén som marknadsförde albumet hette The Avril Lavigne Tour.

## Bakgrund
Tre månader efter att Goodbye Lullaby hade släppts meddelade Lavigne att hon redan hade börjat arbeta med sitt femte album och hade då hunnit skrivit åtta låtar. Hon uppgav att albumet musikaliskt sett skulle bli motsatsen till Goodbye Lullaby, med utgivning någon gång under 2012.

## Låtlista
| Nr  | Titel                         | Kompositör                                                                             | Producent(er)                                                      | Längd |
| --- | ----------------------------- | -------------------------------------------------------------------------------------- | ------------------------------------------------------------------ | ----- |
| 1.  | Rock n Roll                   | Avril Lavigne, Chad Kroeger, David Hodges, Peter Svensson, Rickard B Göransson, J Kash | Svensson, Göransson, Martin Johnson, Kyle Moorman, Brandon Paddock | 3:27  |
| 2.  | Here's to Never Growing Up    | Lavigne, Kroeger, Hodges, J Kash, Johnson                                              | Johnson, Moorman, Paddock                                          | 3:35  |
| 3.  | 17                            | Lavigne, J Kash, Johnson                                                               | Johnson, Moorman, Paddock                                          | 3:24  |
| 4.  | Bitchin' Summer               | Lavigne, Kroeger, Hodges, Matt Squire, J Kash                                          | Squire, Kroeger                                                    | 3:31  |
| 5.  | Let Me Go (med Chad Kroeger)  | Lavigne, Kroeger, Hodges                                                               | Kroeger, Hodges                                                    | 4:27  |
| 6.  | Give You What You Like        | Lavigne, Kroeger, Hodges                                                               | Kroeger, Hodges                                                    | 3:45  |
| 7.  | Bad Girl (med Marilyn Manson) | Lavigne, Kroeger, Hodges                                                               | Kroeger, Hodges                                                    | 2:55  |
| 8.  | Hello Kitty                   | Lavigne, Kroeger, Hodges, Johnson                                                      | Johnson, Moorman, Paddock, Hodges, Kroeger                         | 3:16  |
| 9.  | You Ain't Seen Nothin' Yet    | Lavigne                                                                                | Chris Baseford, Kroeger                                            | 3:14  |
| 10. | Sippin' on Sunshine           | Lavigne, Kroeger, Hodges, J Kash, Johnson                                              | Johnson, Moorman, Paddock                                          | 3:29  |
| 11. | Hello Heartache               | Lavigne, Hodges                                                                        | Hodges                                                             | 3:49  |
| 12. | Falling Fast                  | Lavigne                                                                                | Kroeger                                                            | 3:13  |
| 13. | Hush Hush                     | Lavigne, Hodges                                                                        | Hodges                                                             | 3:59  |

## Listplaceringar
| Lista (2013)                        | Högsta position |
| ----------------------------------- | --------------- |
| Australien (ARIA Charts)            | 7               |
| Belgien (Ultratop Flandern)         | 36              |
| Belgien (Ultratop Vallonien)        | 38              |
| Danmark (Tracklisten)               | 31              |
| Finland (Finlands officiella lista) | 37              |
| Frankrike (SNEP)                    | 30              |
| Irland (IRMA)                       | 20              |
| Italien (FIMI)                      | 8               |
| Kanada (Canadian Albums Chart)      | 4               |
| Nederländerna (Megacharts)          | 23              |
| Norge (VG-lista)                    | 19              |
| Nya Zeeland (RIANZ)                 | 8               |
| Polen (Polish Music Charts)         | 28              |
| Schweiz (Swiss Music Charts)        | 8               |
| Spanien (PROMUSICAE)                | 11              |
| Sverige (Sverigetopplistan)         | 39              |
| Storbritannien (UK Albums Chart)    | 14              |
| Tyskland (Media Control Charts)     | 15              |
| USA Billboard 200                   | 5               |
| Österrike (Ö3 Austria Top 40)       | 9               |